# Pilastri di Ashoka

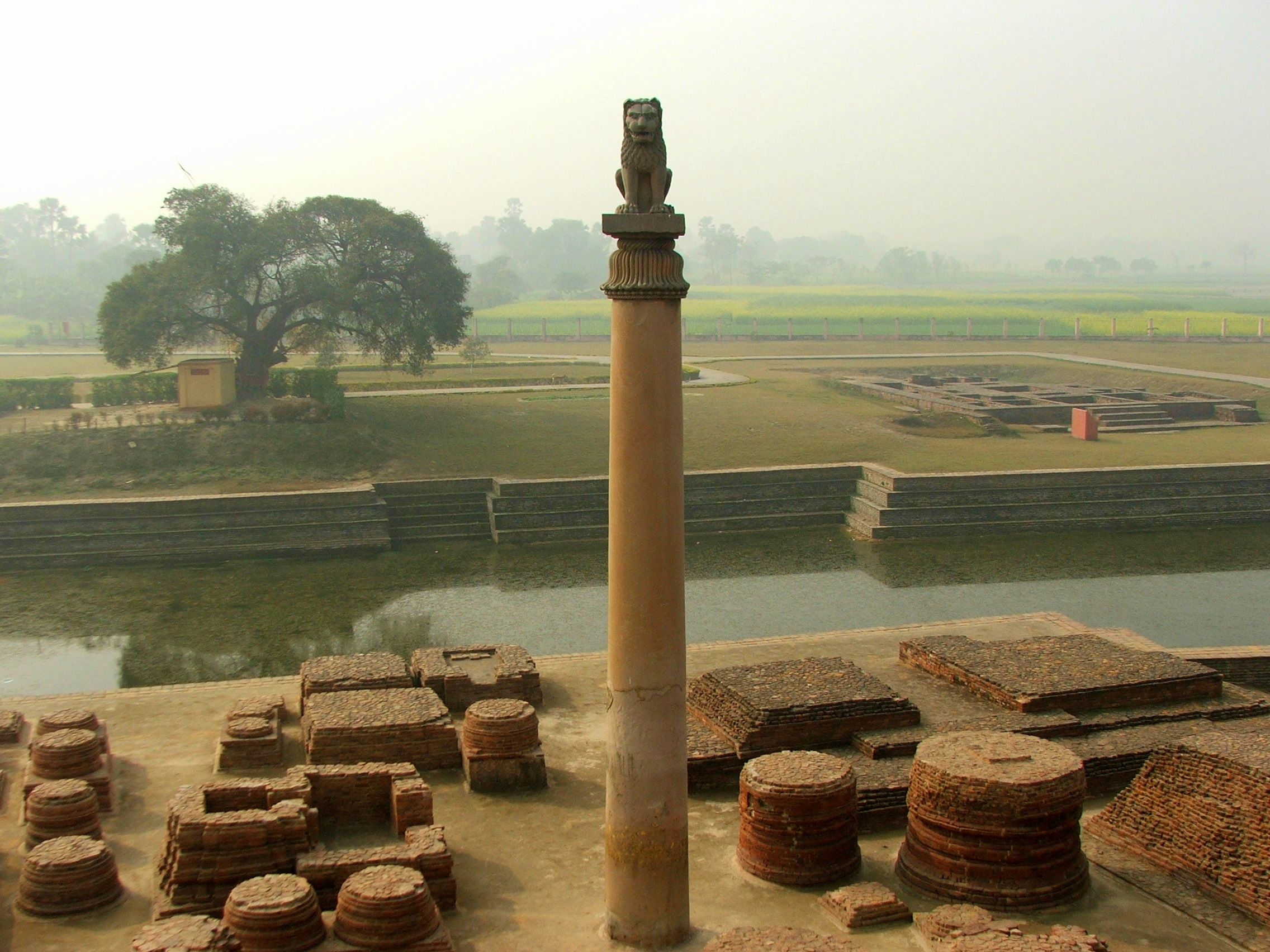
Uno dei pilastri di Ashoka a Vaiśālī.

I pilastri di Ashoka sono una serie di colonne distribuite in tutto il subcontinente indiano, erette, o almeno corredate di iscrizioni, con gli Editti di Aśoka del re mauriano Ashoka durante il suo regno (dal 268 a.C. circa al 232 a.C.). Essi costituiscono importanti monumenti dell'architettura indiana, gran parte dei quali mostrano le caratteristiche della politica mauriana. Dei pilastri fatti erigere da Aśoka, rimangono ancora venti, compresi quelli con l'iscrizione dei suoi editti. Solo pochi però sono rimasti fra quelli dotati di capitelli con figure di animali: ne rimangono solo sette completi. Due pilastri furono spostati da Firuz Shah Tughlaq a Delhi. Molti pilastri sono stati successivamente spostati dai regnanti dell'Impero Maurya, anche con rimozione delle figure di animali. Mediamente alti fra i 12 e i 15 metri e pesanti fino a 50 tonnellate caduno, i pilastri vennero trascinati, spesso per centinaia di miglia, al posto ove dovevano venir eretti.

I pilastri di Ashoka sono tra le più recenti sculture rimaste dall'India. Solo il frammento di un altro pilastro, il capitello di Pataliputra, risale forse ad una data più recente. Si ritiene che prima del III secolo a.C. si utilizzasse in India il legno piuttosto che la pietra come materiale principale di architettura e che la pietra possa essere stata adottata seguendo l'esempio di Persiani e Greci.

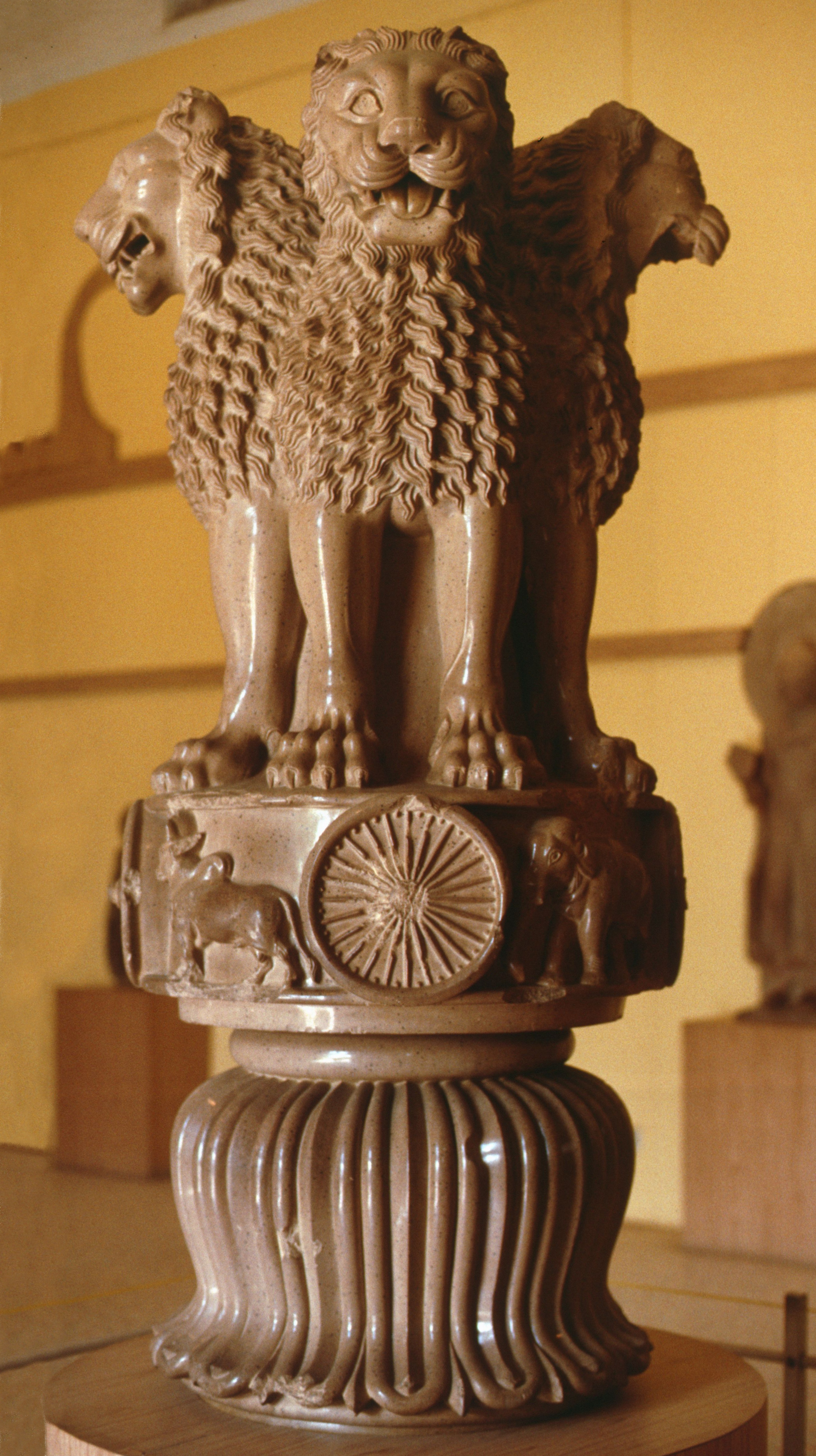
Il capitello leonino di Sarnath.

Una rappresentazione grafica del capitello leonino di Ashoka, dal suo pilastro, è stato adottato come emblema ufficiale dell'India nel 1950.

Tutti i pilatri di Ashoka furono eretti presso monasteri buddisti, in località importanti per la vita di Budda e in luoghi di pellegrinaggio. Alcuni di essi recano iscrizioni indirizzate a monaci e monache. Alcuni furono eretti per commemorare visite del re Ashoka.

## Elenco dei pilastri di Ashoka

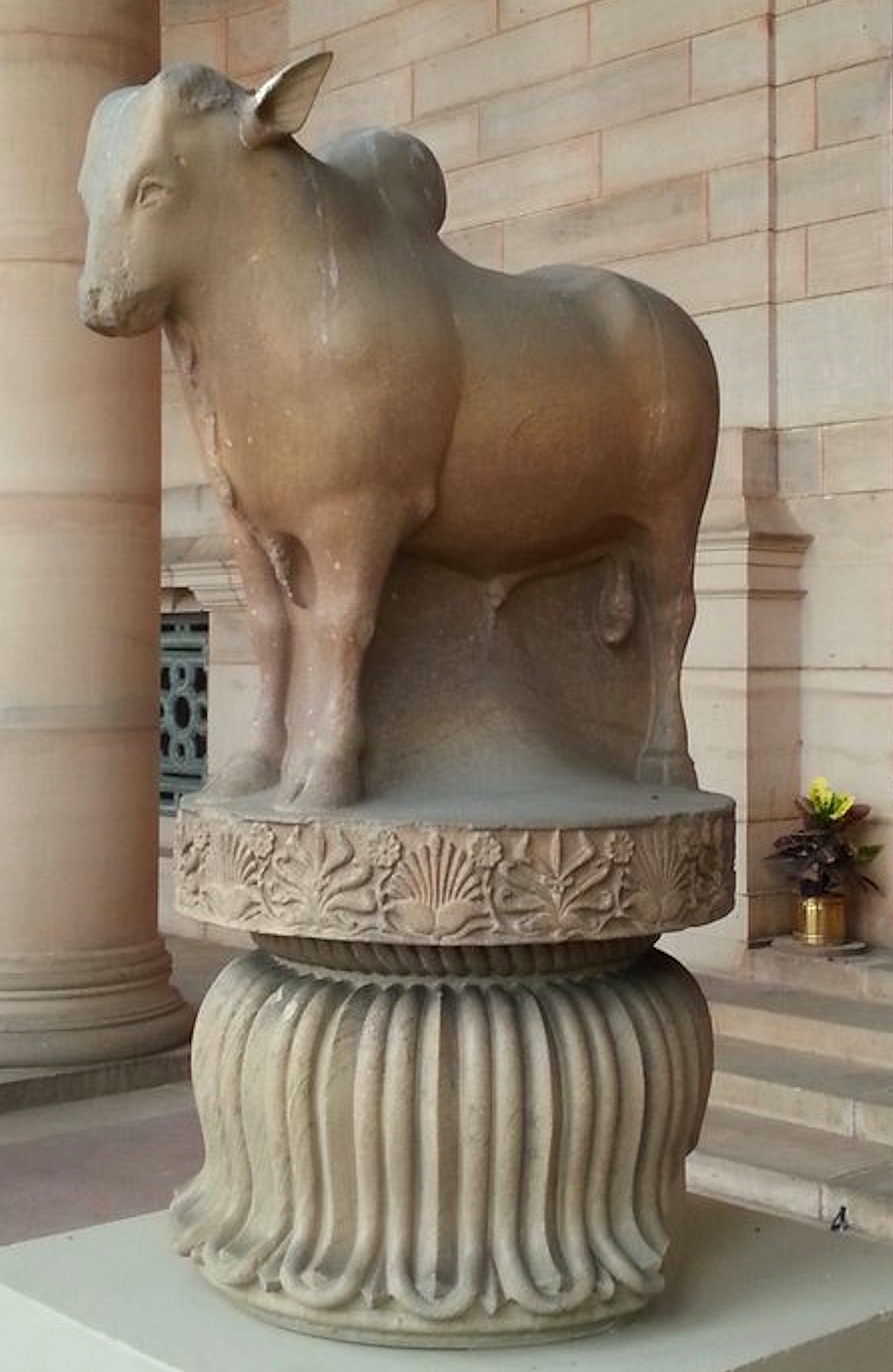
Capitello di uno dei due pilastri di Rampurva

Cinque dei pilastri, due a Rampurva, uno ciascuno a Vaiśālī, Lauriya-Araraj e Lauria Nandangarh probabilmente segnarono il percorso dell'antica strada regale da Pataliputra alla valle del Nepal.  Molti pilastri furono più tardi spostati dalla località originale dai governi dell'Impero Moghul e le statue di animali in cima, rimosse.
Gli scritti di due pellegrini medievali cinesi parlano di aver visto numerosi pilastri non scomparsi: gli scritti di Fǎxiǎn ne contano sei e quelli di Xuánzàng quindici, dei quali solo cinque al massimo possono essere identificati come pilastri rimasti.  Tutti i pilastri rimasti, elencati con ogni scultura di animale e con gli editti riportati, sono: 

### Pilastri ancora eretti o pilastri con iscrizioni di Ashokan

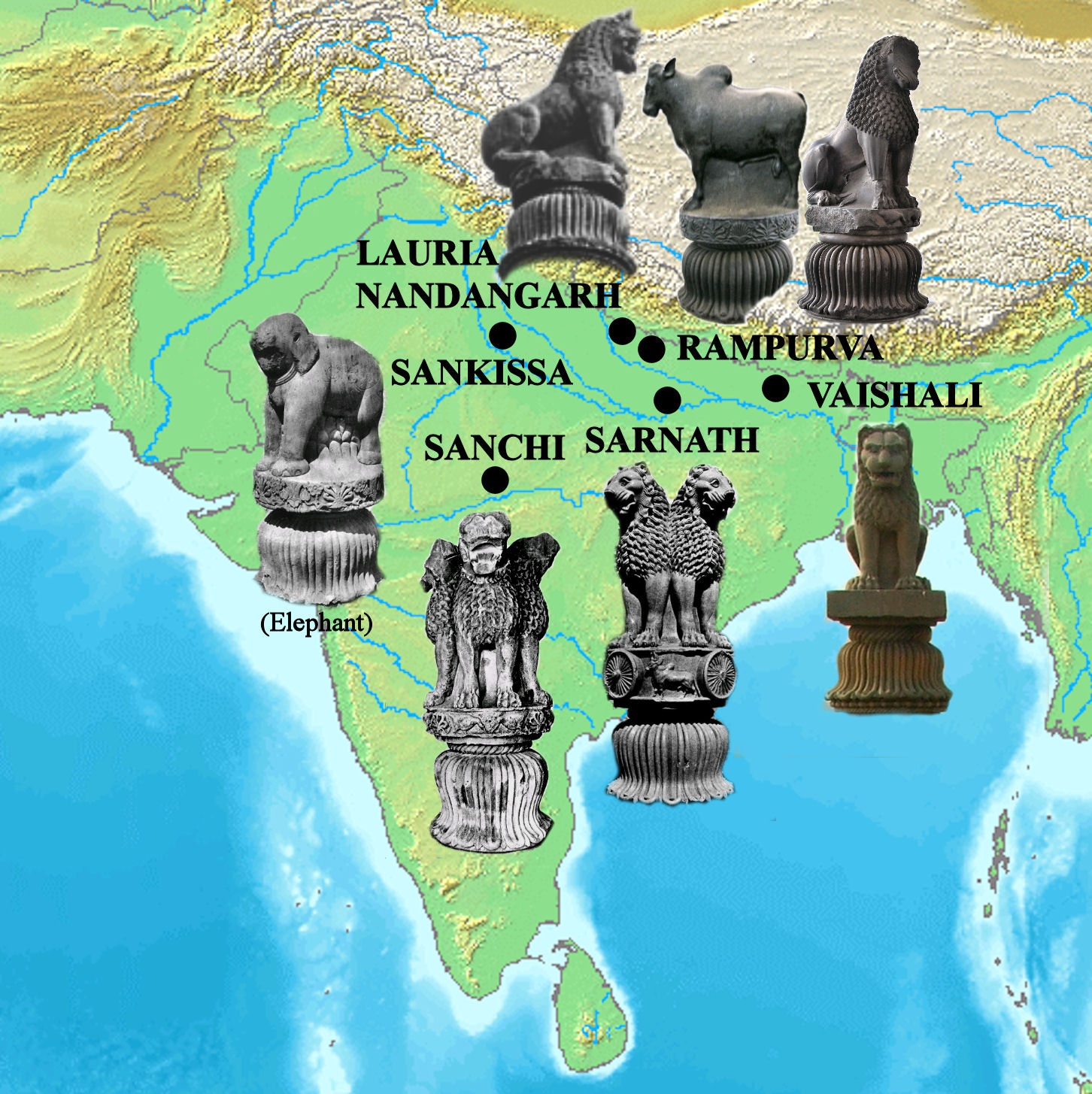
Diffusione geografica di capitelli noti di pilastri.

- Delhi-Topra, Feroz Shah Kotla, Delhi (editti I, II, III, IV, V, VI, VII; spostati nel 1356 d.C. da Topra Kalan nel Distretto di Yamuna Nagar di Haryana a Delhi per volere di Firuz Shah Tughluq.[11]
- Delhi-Meerut, Delhi ridge, Delhi (editti I, II, III, IV, V, VI; spostato da Meerut a Delhi per volere di Firuz Shah Tughluq nel 1356.[11]
- Nigali Sagar (o Nigliva, Nigalihawa), vicino a Lumbini, Nepal. Pilastro mancante di capitello, un editto di Ashoka. Eretto nel ventesimo anno di regno di Ashoka (c. 249 a.C.).[11]
- Rummindei, vicino a Lumbini, Nepal. Anche questo eretto nel ventesimo anno di regno di Ashoka (c. 249 a.C.) per commemorare il pellegrinaggio del re a Lumbini. Ne manca il capitello la cui statua rappresentava apparentemente un cavallo.[11]
- Pilastro di Allahabad, Uttar Pradesh (originariamente sito a Kausambi e probabilmente spostato ad Allahabad per volere di Jahangir; editti I-IV, editto della regina, editto dello scisma.[11]
- Rampurva, Champaran, Bihar. Due colonne: un leone con pilastro, editti I, II, III, IV, V, VI; un toro senza scritte. L'abaco del capitello col toro e decorazioni in caprifogli e palmette, derivato da disegni greci[11]
- Sanchi, presso Bhopal, Madhya Pradesh, Quattro leoni, editto dello scisma.[11]
- Sarnath, vicino a Varanasi, Uttar Pradesh, Quattro leoni, iscrizioni sul pilastro, editto dello scisma.[11] Questo è il famoso Capitello del leone di Ashoka, utilizzato nell'emblema nazionale dell'India.
- Lauriya-Nandangarth, Champaran, Bihar, un solo leone, editti I, II, III, IV, V, VI.[11]
- Lauriya Araraj, Champaran, Bihar (editti I, II, III, IV, V, VI).[11]
- Vaiśālī, Bihar, un solo leone, nessuna inscrizione.[11]

Il frammento del pilastro Amaravati è piuttosto problematico. Esso consiste in sole sei righe in Brahmi, che sono difficili da decifrare. La sola parola che s'intuisce è vijaya (vittoria), presumibilmente anche utilizzata da Ashoka.
| Pilastri eretti completi o con iscrizioni di Ashoka |
| - Vaishali - Lauriya-Nandangarh - Lauriya-Araraj - Delhi-Meerut (originale da Meerut). - Delhi-Topra (originally from Topra Kalan). - Allahabad (originale da Kosambi) - Lumbini (spezzato in mezzo). - Sarnath - Sanchi - Rampurva - Nigali Sagar - Frammento del pilastro con iscrizione, Amaravati. |

### Pilastri senza scritte di Ashoka
Vi sono anche parecchi frammenti noti come pilastri di Ashokan, senza che siano state recuperate scritte, come i pilastri di Ashoka a Bodh Gaya, Kausambi, Gotihawa, Prahladpur (ora nel Government Sanskrit College, Varanasi), Fatehabad, Bhopal, Sadagarli, Udaigiri-Vidisha, Kushinagar, Masadh, Basti, Bhikana Pahari, Bulandi Bagh (Pataliputra), Sandalpu e pochi altri, così come un pilastro rotto a Bhairon ("Lat Bhairo" in Benares) che fu ridotto a un moncone durante i disordini del 1908. I monaci cinesi Fǎxiǎn e Xuánzàng riferiscono anche di un pilastro a Kushinagar, il monastero di Jetavana a Sravasti, Rajgir e Mahasala, che non è ancora stato restaurato ai nostri giorni.
| Frammenti di Pilastri di Ashoka, senza iscrizioni                                                                                   |
| - Kausambi - Gotihawa - Bodh Gaya (portato da Gaya). - Parte del pilastro di Ashoka, trovato a Pataliputra. - Bhawanipur Rupandehi. |